# Entomobrya suzannae
Entomobrya suzannae är en urinsektsart som beskrevs av Scott 1942. Entomobrya suzannae ingår i släktet Entomobrya och familjen brokhoppstjärtar. Inga underarter finns listade i Catalogue of Life.